# Via Podiensis
Via Podiensis, francosko la voie du Puy po mestecu Le Puy-en-Velay, iz latinske besede via = pot ter podium = Le Puy (slovensko kopasti vrh) je ena izmed štirih zgodovinskih Jakobovih poti v  Franciji. Danes vodi po njej daljinska pešpot GR 65 (francosko. sentier de grande randonnée). Pelje od mesteca Le Puy-en-Velay v Auvergni do baskovske vasice Ostabat v Atlanskih Pirenejah, kjer se združi z via Turonensis ter z via Lemovicensis, ki se združita malo prej, ter končno Saint-Jean-Pied-de-Port v Pirenejih.

## Romarska pot
Izhodiščna točka Via Podiensis je stolnica Notre-Dame v mestecu Le Puy-en-Velay v Auvergneju. Vodi najprej preko Centralnega masiva (fr. Massif central) k opatiji Aubrac, v občini Saint-Chély-d’Aubrac ter skozi sotesko reke Dourdou (stranskega pritoka Lota do samostanske cerkve Sainte-Foy v mestecu Conques (okcitansko Concas). V srednjem veku je bila znamenita za sovje relikvije svete Vere rimske. Naslednja važna etapa je benediktinski samostan Figeac. Stranpot pelje v nekoliko severno ležečo znamenito vasico Rocamadour z ostanki svetega Amadourja.
Pot sledi reki Lot do mesteca Cahors, kjer zavije proti jugu. Nadaljnja samostana na poti sta samostan sv. Petra v Moissacu in samostan La Romieu. V Gaskonji vodi pot skozi mesteca Condom v Gersu ter Aire-sur-l’Adour. Južno od reke Gave de Pau pelje pot že v Pireneje v baskovsko vasico Ostabat ((baskovsko: Izura-Azme)), kjer se združijo tri francoske Jakobove poti: Via Podensis ter severni Via Turonensis in Via Lemovicensis. Po mestecu Saint-Jean-Pied-de-Port (baskovsko: Donibane Garazi) pelje pot čez mejo v Španijo preko prelaza Col de Roncevaux (špansko: Puerto de Ibañeta). Od tam naprej pa se reče božji poti Camino Francés oz. Francoska Jakobova pot.

## Variante

### Zgodovinski viri
Obdobje velikih romarskih oz. božjih poti v Santiago de Compostela se je začelo že v 10. stoletju. Eden izmed prvih zapisanih popotnikov je bil v letu 951 Godescalc (Gotefcalque), škof mesteca Puy v letu 935.
Omenjati je treba med prvimi romarji tudi Raymonda II., grofa comte de Rouergue, iz leta 961, katerega so na poti ubili Saraceni.

### KodeksCalixtiniusmeniha Aimery Picauda iz 12. stoletja
Prvič je bila Jakobova pot opisana v romarskem "vodiču" Liber Sancti Jacobi iz 12. stoletja.
Aimery Picaud, menih iz Poitouja, ki je živel v 12. stoletju, je avtor 5, poglavja t. i. Codex Calixtinus, ki ga enačimo z vodičem za romarje v Santiago de Compostela (seveda služi širjenju verskih vsebin in ni videti kot vodič v sodobnem smislu). Po njem so skozi Francijo že takrat obstajale štiri poti (od severa do juga):
- via Turonensis, iz  Pariza, preko mesta Tours,
- via Lemovicensis, iz Vézelayja, preko mesta Limoges,
- via Podiensis, iz Puy-en-Velay, preko mesta Cahors ter
- via Tolosane, iz Arlesa, preko Toulousa.

Informacije v zgodovinskem »vodiču« so dokaj nenatančne in subjektivne ter epsko-literarnega značaja. Današnje oznake so drugačne narave.
Prve tri poti se združujejo še pred vasico Ostabat v Atlantskih Pirenejih, jih prečkajo preko prelaza Roncevaux, kjer se preimenujejo v Camino navarro. Po drugih virih, je tako, da dobiva pot novo ime in sicer Camino navarro ali Navarska pot, ko se združijo tri poti, via Turonensis, via Lemovicensis ter via Podiensis.

### via Gebennensis
V Puy-en-Velay pelje pot iz Ženeve, t. i. via Gebennensis, po kateri hodijo romarji iz Švice in iz Nemčije. Vendar latinsko ime poti naj ne vara: Pot je bila oblikovana v 80-ih in v 90-ih letih 20. stoletja, četudi številna zatočišča (imenovana hôpitaux) nakazujejo, da so tod že nekoč hodili romarji.
Iz Ženeve do Pamplone sta obe poti (via Gebennensis ter via Podiensis) označeni kot daljinski pešpoti (francosko sentier de grande randonnée) GR 65, ter imajo nekatere lokalne variante: GR 651 v dolini Célé ali GR 652 par Rocamadour.

### Camino aragonés
V Puente la Reina (Gares v baskovščini) v Španiji se združi ta pot s četrto potjo, ki pa prečka Pireneje nekoliko vzhodneje pri prelazu Somport, s tako imenovanim  Camino aragonés, Aragonska pot, ki je španski podaljšek francoske Jakobove poti via Tolosane (Jakobova pot preko Toulousa). Od tam naprej se pa imenuje Jakobova pot Camino francés, Francoska pot.

### Camino francés
Vse štiri francoske Jakobove poti tam postanejo tako imenovane Camino francés (Francoska pot), ki pelje vse do Santiago de Compostele v Galiciji.

## Svetovna dediščina
Leta 1998 je UNESCO Jakobove poti v Franciji vpisal v seznam svetovne dediščine, podobno kot poprej Francosko Jakobovo pot v Španiji. Vendar je bilo hkrati jasno, da enake zaščite srednjeveške poti ne bo možno doseči, ker po njej peljejo ali sodobne ceste ali pa njen natančen potek v veliki meri preprosto ni več znan. Namesto tega so bila izbrana posebna mesta oz. poslopja, ki so bila pomembna za romarsko tradicijo.
Le na nekaj delov prvotne Via Podiensis je bilo možno natančno opredeliti, tako da so bila postavljena pod spomeniško varstvo. Gre za sedem dokaj kratkih odsekov med:
- Nasbinals in Saint-Chély-d'Aubrac (17 km)
- Saint-Côme-d’Olt in Estaing (17 km)
- Montredon in Figeac (18 km)
- Faycelles in Cajarc (22,5 km)
- Bains in Cahors (26 km)
- Lectoure in Condom (35 km)
- Aroue-Ithorots-Olhaïby in Ostabat-Asme (22 km)

Zaščitena zgodovinska pot se ob tem ne ujema povsod s sodobno daljinsko pešpotjo GR 65. Sodobna pot pelje skozi Ostabat preko reke Bidouze v Pirenejih ter se združi na gorskem vrhu Croix de Gibraltar z drugimi potmi in tam zavije proti jugu. V srednjem veku je stara Jakobova pot peljala preko mesteca Saint-Palais (baskovščina: Donapaleutar), ki leži nekoliko bolj severno, ter nato vodila skozi vasico Uhart-Mixe in njeno dolino. 
Med zaščitene zgradbe Via Podiensis šteje tudi nekaj starih mostov: romarski most preko reke Boralde v mestecu Saint-Chély-d’Aubrac, stari most v Espalionu, most preko reke Lot v mestecu Estaing, most preko reke Dourdou v Conquesu ter most v vasici Artigue pri mestecu Beaumont-sur-l'Osse. Zaščiten most Pont Valentré v Cahorsu je prav tako na tej Jakobovi poti, vendar ga danes romarji ne prečkajo več.

## Itinerarij
| Departma             | kraji, mesta in vasi na poti kot si sledijo |
| Haute-Loire          | Le Puy-en-Velay – Montbonnet – Monistrol-d’Allier – Saugues |
| Lozère               | Saint-Alban-sur-Limagnole – Aumont-Aubrac – Nasbinals |
| Aveyron              | Aubrac – Saint-Chély-d’Aubrac – Saint-Côme-d’Olt – Espalion – Estaing – Golinhac – Espeyrac – Sénergues – Conques – Noailhac – Decazeville – Livinhac-le-Haut                             |
| Lot                  | Montredon – Saint-Félix – Figeac – Béduer – Gréalou – Cajarc – Varaire – Espagnac-Sainte-Eulalie – Marcilhac-sur-Célé – Sauliac-sur-Célé – Cahors – Lascabanes                            |
| Tarn-et-Garonne      | Lauzerte – Moissac – Auvillar |
| Gers                 | Flamarens – Miradoux – Lectoure – La Romieu – Condom – Beaumont-sur-l’Osse – samostan Flaran                                                                                              |
| Landes               | Aire-sur-l’Adour – Miramont-Sensacq – Pimbo |
| Pyrénées-Atlantiques | Arthez-de-Béarn – samostan Sauvelade – Navarrenx – Charre – Aroue-Ithorots-Olhaïby – Saint-Palais – Ostabat-Asme – Larceveau-Arros-Cibits – Saint-Jean-le-Vieux – Saint-Jean-Pied-de-Port |

## Galerija slik
- stolnica Marijinega oznanjenja, Le Puy-en-Velay
- Staro in novo označevanje poti v Le Puy-en-Velay
- Znamenje na mostu preko reke Boralde
- Stari most v Espalionu
- Samostanska cerkev Sainte-Foy v Conquesu
- Most Valentré v Cahorsu
- Notranjost stolnice sv. Petra v Condomu
- Križni hodnik v samostanu sv. Petra v Moissacu
- Saint-Jean-Pied-de-Port